# A magyar labdarúgó-válogatott mérkőzései 1962-ben
A magyar labdarúgó-válogatottnak 1962-ben tizenkét találkozója volt. Két barátságos meccsel kezdte az évet a válogatott, Uruguayt és Törökországot fogadta a Népstadionban. Az uruguayi mérkőzésen 100., és utolsó válogatottságát góllal ünnepelte meg Bozsik József.
Az 1962-es labdarúgó-világbajnokság Chilében május végén kezdődött, a magyar csapat Angliával, Argentínával és Bulgáriával került egy csoportba. Angliát 2–1-re, Bulgáriát 6–1-re győzte le a csapat, Argentínával gól nélküli döntetlent sikerült elérni. Angliát mi győztük le, Argentínát az angolok így a magyar csapat jutott tovább csoportelsőként. Csehszlovákiával mérkőzött meg a csapat a negyeddöntőben, a később évekig emlegetett játékvezető, a szovjet Latisev Tichy gólját nem adta meg. A magyar válogatott ötödik helyen végzett.
Szeptemberben a Jugoszlávia elleni találkozón nyolcvanhatodszor és utoljára védte a kaput a fekete párduc, Grosics Gyula. Ezzel az aranycsapat utolsó tagja is abbahagyta a futballozást.
Szövetségi kapitány:
- Baróti Lajos

## Eredmények
386. mérkőzés
| 1962. április 18. |

| Magyarország | 1–1             | Uruguay      |
| ------------ | --------------- | ------------ |
| Bozsik 65'   | (0–0) Részletek | H. Silva 58' |

| Népstadion, Budapest Nézőszám: 80 000 Játékvezető: Branislav Tešanić (YUG) |

387. mérkőzés
| 1962. április 29. |

| Magyarország            | 2–1             | Törökország |
| ----------------------- | --------------- | ----------- |
| Solymosi 31' Göröcs 66' | (1–1) Részletek | Talat 28'   |

| Népstadion, Budapest Nézőszám: 40 000 Játékvezető: Živko Bajić (YUG) |

388. mérkőzés – 1962-es világbajnokság
| 1962. május 31. |

| Magyarország         | 2–1             | Anglia                 |
| -------------------- | --------------- | ---------------------- |
| Tichy 17' Albert 73' | (1–0) Részletek | Flowers 57' (11-esből) |

| Rancagua Nézőszám: 9 000 Játékvezető: Leo Horn (NED) |

389. mérkőzés – 1962-es világbajnokság
| 1962. június 3. |

| Magyarország                               | 6–1             | Bulgária       |
| ------------------------------------------ | --------------- | -------------- |
| Albert 1' 6' 53' Tichy 8' 70' Solymosi 12' | (4–0) Részletek | Aszparuhov 64' |

| Rancagua Nézőszám: 9 000 Játékvezető: Juan Gardeazabal (ESP) |

390. mérkőzés – 1962-es világbajnokság
| 1962. június 6. |

| Magyarország | 0–0       | Argentína |
| ------------ | --------- | --------- |
|              | Részletek |           |

| Rancagua Nézőszám: 5 000 Játékvezető: Arturo Yamasaki (PER) |

391. mérkőzés – 1962-es világbajnokság
| 1962. június 10. |

| Csehszlovákia     | 1-0             | Magyarország |
| ----------------- | --------------- | ------------ |
| Adolf Scherer 13' | (1-0) Részletek |              |

| Rancagua Nézőszám: 14 000 Játékvezető: Nyikolaj Gavrilovics Latisev (URS) |

392. mérkőzés
| 1962. június 24. |

| Ausztria  | 1–2             | Magyarország  |
| --------- | --------------- | ------------- |
| Nemec 61' | (0–1) Részletek | Tichy 42' 63' |

| Práter-stadion, Bécs Nézőszám: 75 000 Játékvezető: Albert Dusch (FRG) |

393. mérkőzés
| 1962. szeptember 2. |

| Lengyelország | 0–2             | Magyarország                    |
| ------------- | --------------- | ------------------------------- |
|               | (0–2) Részletek | Tichy 11' (11-esből) Göröcs 36' |

| Warta-stadion, Poznań Nézőszám: 40 000 Játékvezető: Ivan Ivanovics Lukjanov (URS) |

394. mérkőzés
| 1962. október 14. |

| Magyarország | 0–1             | Jugoszlávia |
| ------------ | --------------- | ----------- |
|              | (0–0) Részletek | Galics 70'  |

| Népstadion, Budapest Nézőszám: 40 000 Játékvezető: Friedrich Seipelt (AUT) |

395. mérkőzés
| 1962. október 28. |

| Magyarország          | 2–0             | Ausztria |
| --------------------- | --------------- | -------- |
| Göröcs 23' Sándor 90' | (1–0) Részletek |          |

| Népstadion, Budapest Nézőszám: 65 000 Játékvezető: Josef Kandlbinder (FRG) |

396. mérkőzés – NEK-selejtező
| 1962. november 7. |

| Magyarország                   | 3–1             | Wales      |
| ------------------------------ | --------------- | ---------- |
| Albert 6' Tichy 35' Sándor 48' | (2–1) Részletek | Medwin 18' |

| Népstadion, Budapest Nézőszám: 40 000 Játékvezető: Jozef Kowal (POL) |

397. mérkőzés
| 1962. november 11. |

| Franciaország    | 2–3             | Magyarország             |
| ---------------- | --------------- | ------------------------ |
| Di Nallo 18' 65' | (1–2) Részletek | Tichy 11' 80' Rákosi 35' |

| Colombes Stadion, Párizs Nézőszám: 60 000 Játékvezető: Juan Gardeazabal (ESP) |